# Idjit Savant
Idjit Savant è il quinto album in studio del gruppo musicale statunitense The Dickies, pubblicato nel 1995.

## Tracce
1. Welcome to the Diamond Mine – 2:01 (Leonard Graves Phillips/Stan Lee)
2. Golden Boys – 2:32 (Darby Crash/Pat Smear)
3. Toxic Avenger – 3:03 (Phillips)
4. Zeppelina – 1:49 (Phillips/Wagon/Laughlin)
5. I'm Stuck in a Condo (with Marlon Brando) – 3:06 (Phillips/Lee)
6. Just Say Yes – 2:16 (Phillips/Lee/Buhne)
7. Elevator (In the Brain Hotel) – 1:45 (George Alexander)
8. Pretty Ballerina – 2:42 (Michael Lookofsky)
9. Make It So – 2:28 (Phillips/Melvoin/Lee/Dorman)
10. I'm on Crack – 2:18 (Phillips/Lee)
11. Oh Boy! – 3:01 (Phillips/Lee)
12. Roadkill – 2:18 (Phillips/Lee)
13. House of Raoul – 3:00 (Phillips)
14. Song of the Dawn – 1:54 (Milton Ager/Jack Yellen)